# Ледяной ветер (фильм, 2007)
«Ледяной ветер» (англ. Wind Chill) — фильм ужасов Грегори Джекобса, постоянного ассистента известного режиссёра Стивена Содерберга. Главную роль исполнила молодая британская актриса Эмили Блант. В американский прокат фильм вышел очень ограниченным тиражом (42 копии) и практически сразу был снят с проката. В российский прокат фильм не выходил; в сентябре 2007 года «Ледяной ветер» был выпущен сразу на DVD под названием «Призраки».

## Сюжет
Девушка (Блант) собирается поехать на рождественские каникулы к родителям, для чего находит попутного водителя на университетской доске объявлений: им оказывается довольно нервного вида Парень (Холмс) на весьма старом автомобиле. По пути они заезжают на заправочную станцию, где Девушка застревает в туалете, начинает кричать, но, как ни странно, в баре никто её не слышит. Она освобождается сама, но атмосфера окончательно портится, когда Парень решает внезапно свернуть на заснеженное шоссе 606, чтобы сократить путь. Навстречу им выезжает с ослепляющими фарами автомобиль, из-за чего герои врезаются в сугроб.
Они выбираются из машины и обнаруживают, что следов встречного автомобиля на снегу не осталось, а мобильный телефон не ловит сигнал. Девушка видит в лесу странные фигуры в чёрных балахонах, которые никак не отзываются на её просьбы о помощи. Радио в машине сообщает, что ночью ожидается сильный мороз; у машины героев протекает бак, и Парень решает идти за помощью на заправочную станцию, однако по пути он натыкается на развалины дома, где кругом видит замёрзшие трупы. Но возможно, всё ему только показалось. Тем временем Девушка видит странную скрюченную фигуру, которая проходит мимо их автомобиля, и пытается её догнать и попросить помощи — когда фигура оборачивается, Девушка видит некое чёрное существо, у которого изо рта выскакивает нечто, похожее на угря. Девушка в истерике падает на дорогу, где её и находит вернувшийся Парень. Он тем временем начинает кашлять кровью (как выясняется, он сильно ударился во время аварии); эти двое решают переждать до рассвета в машине.
Внезапно радио играет рождественскую песню и возле их машины появляется Полицейский, который не обращает внимания на их просьбы о помощи, а только твердит о том, что они — нарушители. Девушка решает, что ему нужно дать взятку, однако Полицейский нападает на неё и пытается затащить в свою машину. Парень успевает ударить его монтировкой и вместе с Девушкой они внезапно оказываются в своём автомобиле, где вскоре Девушка начинает биться в конвульсиях. Когда она приходит в себя, снова звучит песня по радио и Полицейский снова нападает на их автомобиль. Через некоторое время Девушка узнает, что состояние Парня сильно ухудшается, и она решается выйти из машины для того, чтобы установить связь с внешним миром. Для этого ей должны помочь найденная в багажнике телефонная трубка и инженерные знания, которые она получила в университете. Она просит Парня звать её сразу же, как только зазвучит та самая песня — и она вернётся. Девушка забирается на телефонный столб, устанавливает связь со службой 911, возвращается в автомобиль, однако Парень оказывается уже мёртв.
Через некоторое время, почти на рассвете, её обнаруживает водитель снегоуборочной машины. Они грузят тело Парня в кузов и едут прочь от места аварии, как вдруг им снова встречается на пути машина с ослепляющими фарами и они снова попадают в аварию и переворачиваются, но оба остаются живы. Встреченная ими машина оказывается перевёрнутой в овраге с угрозой возгорания. Водитель снегоуборщика пытается спасти находящегося в ней человека; Девушка, поняв, что это и есть тот Полицейский, предупреждает его не делать этого. Полицейский нападает на водителя, убивает его. Девушка успевает спастись, однако мороз не спадает, но тут появляется призрак Парня и выводит её к заправочной станции, где ей приходят на помощь.
Из флешбэков становится понятно, что когда-то на шоссе 606 орудовал полицейский, который убивал ни в чём не повинных людей; когда же однажды он попал в аварию и оказался придавленным в собственной загоревшейся машине, обнаружившие его местные священники отказались его спасать, зная, что он совершил. С тех пор его призрак в каждый канун Рождества выходил на шоссе и устраивал проезжающим катастрофу, с тем чтобы забрать очередную жертву. На этот раз его жертвой оказался Парень.

## В ролях
| Актёр          | Роль        |
| -------------- | ----------- |
| Эмили Блант    | Девушка     |
| Эштон Холмс    | Парень      |
| Мартин Донован | Полицейский |

## Производство
Фильм снимался в окрестностях Ванкувера (Канада), в феврале-марте 2006 года.

## Прокат
Релиз фильма в США состоялся 27 апреля 2007 года; картина продержалась в кинотеатрах всего 7 дней.

## Критика
Фильм вызвал смешанную реакцию критиков. На агрегаторе рецензий Rotten Tomatoes опубликованы 24 рецензии, из которых только 11 являются положительными. Ведущие критики таких изданий, как The Hollywood Reporter, New York Post, Los Angeles Times и The New York Times, отозвались о фильме позитивно, отмечая в особенности очень хорошую игру Блант.